# Blanche-Augustine Camus
Pour les articles homonymes, voir Camus.
Blanche-Augustine Camus, née le 27 octobre 1884 à Paris et morte dans la même ville le 6 octobre 1968, est une artiste peintre néo-impressionniste dans la branche divisionniste, plus connue dans le courant artistique pointilliste créé par Georges Seurat et Paul Signac. 
En effet, ils ont créé et développé un mouvement de chromo-lumimarisme de la fin du XIXe siècle qui consiste à juxtaposer les touches de ton sur la toile au lieu de les mélanger sur la palette. Ce mouvement artistique inclut le pointillisme, variante plus technique dans laquelle s'inscrit Blanche-Augustine Camus.
Elle peint, tant des portraits que des paysages.

## Biographie
Blanche-Augustine Camus, née le 6 octobre 1884 dans le 5e arrondissement de Paris, est la fille d'Edmond Gustave Camus (1852-1915), pharmacien et botaniste, et d'Aimée Françoise Choinel (née en 1856).
Elle étudie à l'Académie Julian et à l'École des Beaux-Arts de Paris de 1902 à 1908 avec Tony Robert-Fleury, Jules Joseph Lefebvre et Adolphe Déchenaud. Ses œuvres s'inscrivent résolument dans le courant néo-impressionniste et pointilliste,. À l'instar des œuvres picturales, peu de femmes sont encore citées dans ce courant dans lequel on classe par exemple Georges Seurat, Paul Signac et Camille Pissarro.
Blanche-Augustine Camus expose pour la première fois au Salon des artistes français entre 1911 et 1939 où elle remporte trois médailles.
En 1912, son travail est exposé pour la première fois à la Galerie Georges Petit en 1912 et reçoit une critique enthousiaste d'André Warnod dans Comoedia : « Des toiles tout illuminées de soleil, un soleil chaud, vibrant, réchauffant, qui resplendit sur les fleurs rouge des jardins, éclate en grandes taches de lumière sur le sable des allées ». Elle expose dans la prestigieuse galerie galerie Bernheim-Jeune,.
Les comptes-rendus des Salons et de ses expositions chez Georges Petit louent déjà, dans les années 1920 et 1930 « ses paysages lumineux, délicatement ensoleillés, ses jardins riches de couleurs et pourpre portant quelque sourire théocritain qui est dans la vérité de ces beaux jours, [et ses figures] gracieuses aux robes légères, en accord avec les éléments rustiques du paysage et de la mer bleue du Golfe ».
En 1908, elle déménage à Saint-Tropez où elle passe la majeure partie de sa vie. C'est d'ailleurs dans le sud de la France qu'elle travaille principalement, où elle a été associée à Henri-Jean Guillaume Martin et André Dunoyer de Segonzac, comme l'indique dans son ouvrage, 1820-1920 Les petits maîtres de la peinture, valeur de demain, le collectionneur d'Art Gerald Schurr.
Les musées de Besançon, Chalon-sur-Saône, Douai, Lyon et Nice possèdent des peintures de l'artiste.

## Style
L’artiste s'attache à mettre en évidence dans ses tableaux, les paysages, les jardins, les fleurs et également la figure féminine. Blanche-Augustine Camus réalise des peintures à l’huile de paysage et de scène de genre à l’aide de petites touches ou de surfaces colorées. Avec sa sœur botaniste Aimée-Antoinette, en 1915, elle effectue une expédition dans les Pyrénées, jusqu'aux bords de la Méditerranée pratiquement jusqu'en Turquie, ce voyage l'a inspirée et l'a amenée à porter un intérêt particulier et attentif à la lumière. « Sa palette, à la fois vive et douce, et le rôle accordé à la couleur témoignent du contexte esthétique post-fauve dans lequel elle s’inscrit ».
Blanche Augustine Camus est une artiste en phase avec son temps, et une femme en avance sur son époque. On constate que les tableaux de l’artiste gagnent en présence dans les galeries. Les peintures à l’huile aux couleurs vives qui décrivent les paysages provençaux ou méditerranéens attirent les collectionneurs. Les peintures de Blanche Augustine Camus prennent de la valeur ce qui annonce peut-être une reconnaissance artistique future.
En 2019, à la galerie Drouot, une toile de Blanche-Augustine Camus atteint un prix record de vente de 94 965 euros pour Pique-nique au jardin œuvre de 1911 acquise par une galerie de Barcelone. En 2003, chez Christie's Londres, une œuvre avait été adjugée pour la somme de 28 617 euros : Vendanges en Provence.

## Honneurs et récompenses
Au Salon des artistes français, Blanche-Augustine Camus remporte trois médailles : une médaille de bronze en 1913, une d'argent en 1914 et une médaille d'or (hors concours) en 1920.
Elle est reçue chevalier de la Légion d'honneur en 1935 pour son œuvre.

## Vie privée
Blanche-Augustine Camus est la sœur cadette de la botaniste Aimée Antoinette Camus. Tout au long de leur vie, les deux sœurs sont restées proches. En effet, après la mort de leur père Edmond-Gustave Camus, en 1915, les deux sœurs ont exploré les Pyrénées, rejoignant ainsi des expéditions vers la région méditerranéenne, y compris la Turquie.
Blanche-Augustine Camus meurt le 6 octobre 1968 dans le 15e arrondissement de Paris, dans le même appartement que sa sœur Aimée-Antoinette Camus, morte trois ans auparavant.